# ماموت
ماموت (نام علمی: Mammuthus) سرده‌ای از پستانداران گیاه‌خوار بزرگ و منقرض‌شده از خانواده فیل است. ماموت در آغاز دوره پلیوسن در حدود ۵ میلیون سال پیش به وجود آمد و تا حدود ۴۰۰۰ سال پیش نیز توانست به بقای خود ادامه دهد. ماموت در آمریکای شمالی، اروپا و شمال آسیا همانند سیبری می‌زیسته و بدنش از موهای بلند پوشیده بوده و عاج طویل و پیچداری داشته‌است.

## واژه‌شناسی
احتمال می‌رود کلمه ماموت از ریشه روسی کلمه мамонт (ماموت) در زبان مانسی گرفته شده‌باشد. این کلمه در هزاره سوم به معنی شاخ زمینی است و اولین بار در انگلیس توسط ریچارد جیمز مورد استفاده قرار گرفت. همچنین در زبان انگلیسی، کلمه ماموت مفهوم بزرگ و سترگ به خود گرفته‌است.
|  | فیل آفریقایی (African elephant)                                              |
|  |                                                                              |
|  | \| \| آسیافیل (Asian elephant) \| \| \| \| \| \| ماموت (Mammoth) \| \| \| \| |
|  |                                                                              |
|  | آسیافیل (Asian elephant)                                                     |
|  |                                                                              |
|  | ماموت (Mammoth)                                                              |
|  |                                                                              |

|  | آسیافیل (Asian elephant) |
|  |                          |
|  | ماموت (Mammoth)          |
|  |                          |

|  | فیل آفریقایی (African elephant)                                              |
|  |                                                                              |
|  | \| \| آسیافیل (Asian elephant) \| \| \| \| \| \| ماموت (Mammoth) \| \| \| \| |
|  |                                                                              |
|  | آسیافیل (Asian elephant)                                                     |
|  |                                                                              |
|  | ماموت (Mammoth)                                                              |
|  |                                                                              |

|  | آسیافیل (Asian elephant) |
|  |                          |
|  | ماموت (Mammoth)          |
|  |                          |

|  | فیل آفریقایی (African elephant)                                              |
|  |                                                                              |
|  | \| \| آسیافیل (Asian elephant) \| \| \| \| \| \| ماموت (Mammoth) \| \| \| \| |
|  |                                                                              |
|  | آسیافیل (Asian elephant)                                                     |
|  |                                                                              |
|  | ماموت (Mammoth)                                                              |
|  |                                                                              |

|  | آسیافیل (Asian elephant) |
|  |                          |
|  | ماموت (Mammoth)          |
|  |                          |

|  | فیل آفریقایی (African elephant)                                              |
|  |                                                                              |
|  | \| \| آسیافیل (Asian elephant) \| \| \| \| \| \| ماموت (Mammoth) \| \| \| \| |
|  |                                                                              |
|  | آسیافیل (Asian elephant)                                                     |
|  |                                                                              |
|  | ماموت (Mammoth)                                                              |
|  |                                                                              |

|  | آسیافیل (Asian elephant) |
|  |                          |
|  | ماموت (Mammoth)          |
|  |                          |

|  | فیل آفریقایی (African elephant)                                              |
|  |                                                                              |
|  | \| \| آسیافیل (Asian elephant) \| \| \| \| \| \| ماموت (Mammoth) \| \| \| \| |
|  |                                                                              |
|  | آسیافیل (Asian elephant)                                                     |
|  |                                                                              |
|  | ماموت (Mammoth)                                                              |
|  |                                                                              |

|  | آسیافیل (Asian elephant) |
|  |                          |
|  | ماموت (Mammoth)          |
|  |                          |

|  | فیل آفریقایی (African elephant)                                              |
|  |                                                                              |
|  | \| \| آسیافیل (Asian elephant) \| \| \| \| \| \| ماموت (Mammoth) \| \| \| \| |
|  |                                                                              |
|  | آسیافیل (Asian elephant)                                                     |
|  |                                                                              |
|  | ماموت (Mammoth)                                                              |
|  |                                                                              |

|  | آسیافیل (Asian elephant) |
|  |                          |
|  | ماموت (Mammoth)          |
|  |                          |

|  | فیل آفریقایی (African elephant)                                              |
|  |                                                                              |
|  | \| \| آسیافیل (Asian elephant) \| \| \| \| \| \| ماموت (Mammoth) \| \| \| \| |
|  |                                                                              |
|  | آسیافیل (Asian elephant)                                                     |
|  |                                                                              |
|  | ماموت (Mammoth)                                                              |
|  |                                                                              |

|  | آسیافیل (Asian elephant) |
|  |                          |
|  | ماموت (Mammoth)          |
|  |                          |

|  | فیل آفریقایی (African elephant)                                              |
|  |                                                                              |
|  | \| \| آسیافیل (Asian elephant) \| \| \| \| \| \| ماموت (Mammoth) \| \| \| \| |
|  |                                                                              |
|  | آسیافیل (Asian elephant)                                                     |
|  |                                                                              |
|  | ماموت (Mammoth)                                                              |
|  |                                                                              |

|  | آسیافیل (Asian elephant) |
|  |                          |
|  | ماموت (Mammoth)          |
|  |                          |

|  | فیل آفریقایی (African elephant)                                              |
|  |                                                                              |
|  | \| \| آسیافیل (Asian elephant) \| \| \| \| \| \| ماموت (Mammoth) \| \| \| \| |
|  |                                                                              |
|  | آسیافیل (Asian elephant)                                                     |
|  |                                                                              |
|  | ماموت (Mammoth)                                                              |
|  |                                                                              |

|  | آسیافیل (Asian elephant) |
|  |                          |
|  | ماموت (Mammoth)          |
|  |                          |

|  | فیل آفریقایی (African elephant)                                              |
|  |                                                                              |
|  | \| \| آسیافیل (Asian elephant) \| \| \| \| \| \| ماموت (Mammoth) \| \| \| \| |
|  |                                                                              |
|  | آسیافیل (Asian elephant)                                                     |
|  |                                                                              |
|  | ماموت (Mammoth)                                                              |
|  |                                                                              |

|  | آسیافیل (Asian elephant) |
|  |                          |
|  | ماموت (Mammoth)          |
|  |                          |

|  | فیل آفریقایی (African elephant)                                              |
|  |                                                                              |
|  | \| \| آسیافیل (Asian elephant) \| \| \| \| \| \| ماموت (Mammoth) \| \| \| \| |
|  |                                                                              |
|  | آسیافیل (Asian elephant)                                                     |
|  |                                                                              |
|  | ماموت (Mammoth)                                                              |
|  |                                                                              |

|  | آسیافیل (Asian elephant) |
|  |                          |
|  | ماموت (Mammoth)          |
|  |                          |

|  | فیل آفریقایی (African elephant)                                              |
|  |                                                                              |
|  | \| \| آسیافیل (Asian elephant) \| \| \| \| \| \| ماموت (Mammoth) \| \| \| \| |
|  |                                                                              |
|  | آسیافیل (Asian elephant)                                                     |
|  |                                                                              |
|  | ماموت (Mammoth)                                                              |
|  |                                                                              |

|  | آسیافیل (Asian elephant) |
|  |                          |
|  | ماموت (Mammoth)          |
|  |                          |

|  | فیل آفریقایی (African elephant)                                              |
|  |                                                                              |
|  | \| \| آسیافیل (Asian elephant) \| \| \| \| \| \| ماموت (Mammoth) \| \| \| \| |
|  |                                                                              |
|  | آسیافیل (Asian elephant)                                                     |
|  |                                                                              |
|  | ماموت (Mammoth)                                                              |
|  |                                                                              |

|  | آسیافیل (Asian elephant) |
|  |                          |
|  | ماموت (Mammoth)          |
|  |                          |

|  | فیل آفریقایی (African elephant)                                              |
|  |                                                                              |
|  | \| \| آسیافیل (Asian elephant) \| \| \| \| \| \| ماموت (Mammoth) \| \| \| \| |
|  |                                                                              |
|  | آسیافیل (Asian elephant)                                                     |
|  |                                                                              |
|  | ماموت (Mammoth)                                                              |
|  |                                                                              |

|  | آسیافیل (Asian elephant) |
|  |                          |
|  | ماموت (Mammoth)          |
|  |                          |

|  | فیل آفریقایی (African elephant)                                              |
|  |                                                                              |
|  | \| \| آسیافیل (Asian elephant) \| \| \| \| \| \| ماموت (Mammoth) \| \| \| \| |
|  |                                                                              |
|  | آسیافیل (Asian elephant)                                                     |
|  |                                                                              |
|  | ماموت (Mammoth)                                                              |
|  |                                                                              |

|  | آسیافیل (Asian elephant) |
|  |                          |
|  | ماموت (Mammoth)          |
|  |                          |

|  | فیل آفریقایی (African elephant)                                              |
|  |                                                                              |
|  | \| \| آسیافیل (Asian elephant) \| \| \| \| \| \| ماموت (Mammoth) \| \| \| \| |
|  |                                                                              |
|  | آسیافیل (Asian elephant)                                                     |
|  |                                                                              |
|  | ماموت (Mammoth)                                                              |
|  |                                                                              |

|  | آسیافیل (Asian elephant) |
|  |                          |
|  | ماموت (Mammoth)          |
|  |                          |

## بررسی
ماموت‌ها همانند وابستگان امروزی خود، بسیار بزرگ بودند. بزرگترین گونه شناخته شده، قدی در حدود ۴ متر و وزنی در حدود ۸ تن داشته‌است، درحالی که یک نر می‌توانسته وزنی حتی بیش از ۱۲ تن داشته باشد. با این حال اغلب گونه‌های ماموت تقریباً هم‌اندازه یک فیل آسیایی بودند. بر اساس مطالعات وابستگان نزدیک و فیل‌های امروزی، احتمالاً ماموت‌ها دوره بارداری ۲۲ ماهه داشته‌اند که در نتیجه آن یک ماموت زاده می‌شود. ساختار اجتماعی آنها احتمالاً همان ساختار امروزی فیل‌های آفریقایی و آسیایی است، به صورتی که ماده‌ها در گروه‌هایی که با رئیس قبیله هدایت می‌شود زندگی می‌کنند در حالیکه نرها به صورت انفرادی یا پس از رسیدن به بلوغ در گروه‌های پراکنده زندگی می‌کردند.

## تغذیه
ماموت‌ها در اکثر ساعات شبانه روز (حدود ۲۰ ساعت) در حال خوردن بوده‌اند. یک ماموت بالغ که وزنی در حدود ۶ تن داشته مسلماً برای تأمین انرژی روزانه می‌بایست حدود ۹۰ کیلوگرم غذا بخورد. تمام ماموت‌ها کاملاً گیاهخوار بوده‌اند و بر حسب مکان جغرافیایی از گیاهان متفاوت شامل بوته‌ها، درختچه‌ها یا شاخ و برگ درختان تغذیه می‌کرده‌اند.
شکارچیان کمی در پی ماموتها بوده‌اند با اینحال آن‌ها می‌توانستند از عاج و خرطوم برای دفاع در برابر گوشتخواران استفاده کنند.

## روابط ماموت‌ها
فیل‌های امروزی نزدیکترین خویشاوندان زنده ماموت‌ها می‌باشند. اکثر مردم بر این باورند که ماموت‌ها اجداد فیل‌ها می‌باشند ولی این تصور اشتباهی است. در حقیقت هر دوی ماموت‌ها و فیل‌ها از یک شاخه مشترک مشتق شده‌اند به گونه‌ای که با وجود بقای فیل‌ها و انقراض ماموت‌ها، هردو گونه چهار میلیون سال باهم بر روی کره زمین زندگی کرده‌اند.

## انقراض
ماموت پشمالو آخرین سرده منقرض شده به حساب می‌آید. بیشتر جمعیت ماموت‌های پشمالو در شمال آمریکا، اروپا و آسیا، و تمام ماموت‌های کلمبیایی در شمال آمریکا، در طول دوره بازگشت آخرین یخبندان منقرض شدند که بخشی از یک انقراض هولوسن جانوران غول‌پیکر در شمال اوراسیا و آمریکا است.
یووال نوح هراری در کتاب انسان خردمند: تاریخ مختصر بشر، انسان را عامل اصلی انقراض ماموت‌ها قلمداد می‌کند. او در این کتاب آورده‌است:
«در طی ۲۰۰۰ سال پس از ورود اولین انسان به آمریکای شمالی و جنوبی اکثر گونه‌های بی‌نظیر جانوری نابود شدند. بر اساس تخمین‌های کنونی، در آن فاصله کوتاه، آمریکای شمالی ۳۴ نوع از ۴۷ نوع پستاندار عظیم الجثه‌اش را از دست داد. در جنوب آمریکا، ۵۰ نوع از ۶۰ نوع نابود شدند. گربه‌های دندان‌خنجری، بعد از نشو و نما در طول بیش از سی میلیون سال، به کلی ناپدید شدند و همین سرنوشت دامنگیر تنبل‌های غول‌پیکر، شیرهای عظیم الجثه، اسب‌ها و شترهای بومی آمریکا، جوندگان غول پیکر و ماموت‌ها شد. هزاران گونه پستانداران کوچکتر و خزندگان و پرندگان، و حتی حشرات و انگل‌ها هم منقرض شدند. (با از بین رفتن ماموت‌ها همه گونه کنه وابسته با آنها هم نابود شدند) ماموت‌های جزیره ورانگل در اقیانوس منجمد شمالی (دویست کیلومتر بالاتر از ساحل سیبری) دچار سرنوشت مشابهی شدند. ماموت‌ها در طی میلیون‌ها سال در اکثر قسمت‌های نیم‌کره شمالی زمین گسترش یافتند، اما وقتی انسان، اول در اوراسیا و سپس در آمریکای شمالی، پراکنده شد، ماموت‌ها منقرض شدند. تا ۱۰ هزار سال پیش بجز در چند جزیره دورافتاده اقیانوس منجمد شمالی، و به طور مشخص ورانگل، دیگر حتی یک ماموت هم در دنیا باقی نمانده بود. ماموت‌های ورانگل تا چند هزاره بعد هم به حیات و زاد و ولد خود ادامه دادند، اما ناگهان در حدود ۴ هزار سال پیش، درست وقتی که اولین انسان‌ها پا به این جزیره گذاشتند ناپدید شدند. تاریخ نشان می‌دهد که انسان قاتل زنجیره اکوسیستم‌ها است. ما (انسان‌ها) مجرم هستیم. هیچ شکی در این نیست. حتی اگر تغییرات اقلیمی در نابودی این حیوانات همدست ما بوده باشد باز هم مشارکت انسان در این جرم قطعی است.»
ماموت‌ها که گونه ای از فیل‌های پشم دار ماقبل تاریخ محسوب می‌شوند در حدود ۴ هزار سال پیش منقرض شده و پژوهشگران دلیل آن را موارد مختلفی چون تغییرات آب و هوائی و شکار بی‌رویه توسط انسان‌ها می‌دانند. تاکنون در مناطق متعددی از نیمکره شمالی نمونه‌های فسیل شده و یخ زده ماموت‌های مختلفی کشف شده که برخی از آنها در شرایط مناسبی باقی مانده‌اند و پژوهشگران در تلاش هستند تا با استفاده از این فسیل‌ها بتوانند با ایجاد لقاح مصنوعی، موجود دورگه ای متشکل از فیل‌های امروزی و ماموت‌ها را بازسازی کرده و به عرصه حیات بازگردانند.
بر اساس گزارشی که به تازگی در گاردین منتشر شده‌است، پژوهشگران دانشگاه هاروارد در تلاش هستند تا با استفاده از ابزارهای ویرایش حلقه‌های ژنتیکی و طی دو سال آینده، از ماموت‌های منقرض شده را به عرصه حیات بازگردانند. در همین رابطه جرج چرچ از پژوهشگران دانشگاه اروارد می‌گوید: این موجود در واقع بیشتر  بود و برخی از ویژگی‌های ماموت را نیز خواهد داشت. این ویژگی‌های مرتبط با ماموت‌ها عبارتند از: گوش‌های کوچک، چربی‌های زیر پوست و تطبیق پذیری با آب و هوای سرد.

## ماموت‌های کشف شده
یک شکارچی فرانسوی به نام «برنارد بویگه» که عضو یک نهاد علمی است که در مورد ماموت‌ها تحقیق می‌کند جسد یک ماموت را در حوالی سواحل اقیانوس آرام کشف کرد و از انتقال آن به بازار معاملات خصوصی جلوگیری کرده‌است. این ماموت که یوکا نامگذاری شد به نظر می‌رسد توسط انسان‌های ماقبل تاریخ که در این منطقه ساکن بوده‌اند، شکار شده‌است.
دانیل فیشر، مسئول موزه جانورشناسی دانشگاه میشیگان که تحقیقات روی جسد این ماموت را انجام داده‌است می‌گوید: «این تقریباً یک جسد کامل است که اندام و بافت‌های گوشتی و درونی حیوان تقریباً سالم مانده و نشان می‌دهد که مرگ آن با نوعی از دخالت انسان ارتباط داشته‌است.»
لیوبا دیگر ماموت کشف شده که مومیایی آن در ماه مه سال ۲۰۰۷ میلادی توسط یک شکارچی گوزن شمالی در شبه جزیره یامال در مناطق قطبی روسیه پیدا شد. نام آن «لیوبا» گذاشته شد که کوچک شدهٔ واژه «لیوبف» (در روسی: Любовь) به معنای «عشق» در زبان روسی است. وزن این ماموت در هنگام یافت شدن ۵۰ کیلوگرم بود و طولی برابر ۸۵ سانتی‌متر داشت. اندازه آن از خرطوم تا سر به ۱۳۰ سانتی‌متر می‌رسید که طول آن را برابر با طول یک سگ بزرگ جثه می‌کرد.